# (32858) Kitakamigawa
(32858) Kitakamigawa est un astéroïde de la ceinture principale.

## Description
(32858) Kitakamigawa est un astéroïde de la ceinture principale. Il fut découvert le 25 janvier 1993 à Geisei par Tsutomu Seki. Il présente une orbite caractérisée par un demi-grand axe de 3,06 UA, une excentricité de 0,07 et une inclinaison de 8,7° par rapport à l'écliptique.

## Compléments